# Mark Knopfler
Mark Freuder Knopfler, OBE, britanski kitarist, pevec in skladatelj, * 12. avgust 1949, Glasgow, Škotska.
Knopfler je zaslovel z rock skupino Dire Straits, ki jo je leta 1977 ustanovil z bratom Davidom. Po razpadu skupine leta 1995 je nadaljeval s samostojno glasbeno potjo. Občasno je igral tudi v skupini The Notting Hillbillies in sodeloval na albumih drugih glasbenikov, kot so Bob Dylan, Eric Clapton idr. Poleg tega se je preizkusil tudi kot producent in skladatelj filmske glasbe.
Znan je kot eden najboljših rock kitaristov s »fingerpicking« slogom; uredniki revije Rolling Stone so ga uvrstili na 27. mesto lestvice stotih najboljših kitaristov vseh časov. Igra na zanj prirejeno kitaro Fender Stratocaster.

## Diskografija

### Z Dire Straits
Glej diskografija skupine Dire Straits

### Samostojni studijski albumi
- Golden Heart (1996)
- Sailing to Philadelphia (2000)
- The Ragpicker's Dream (2002)
- Shangri-La (2004)
- All the Roadrunning (z Emmylou Harris, 2006)
- Kill to Get Crimson (2007)
- Get Lucky (2009)
- Privateering (2012)
- Tracker (2015)
- Down the Road Wherever (2018)
- One Deep River (2024)